# Rainer Zitelmann

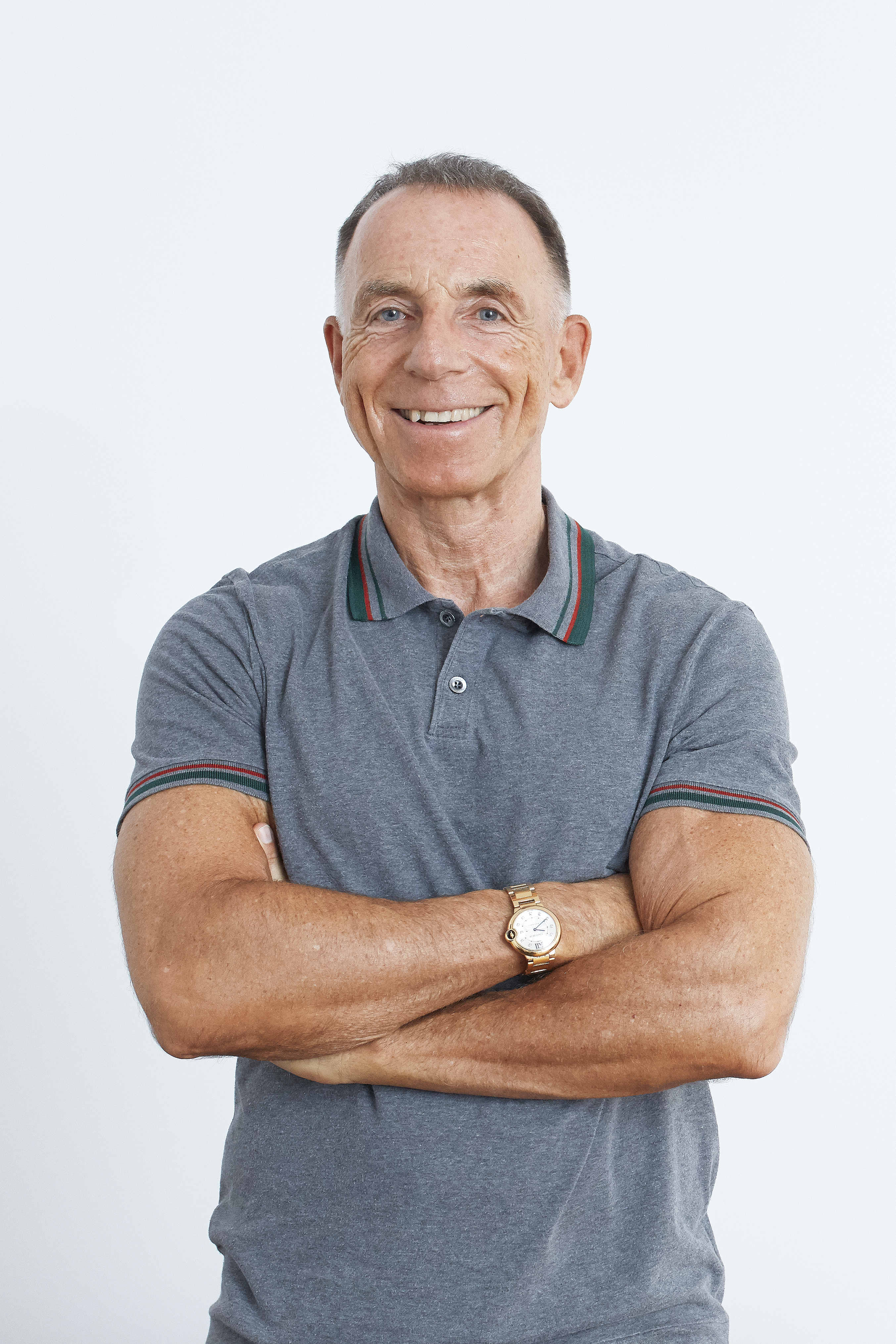
Rainer Zitelmann, 2019

Rainer Zitelmann (* 14. Juni 1957 in Frankfurt am Main) ist ein deutscher Historiker und Buchautor, der sich mit der Zeit des Nationalsozialismus und der Reichtumsforschung beschäftigt. Daneben ist er journalistisch tätig und tritt in Talkshows auf, in denen er sich politisch äußert. Er ist Mitglied der FDP. Insbesondere seine Arbeiten zum Nationalsozialismus riefen kontroverse Reaktionen hervor und wurden zum Teil der Neuen Rechten zugeordnet.

## Leben
Rainer Zitelmann wurde 1957 als Sohn des Schriftstellers und evangelischen Theologen Arnulf Zitelmann und dessen Frau Dietlinde, geb. Hock, einer Kindergärtnerin, in Frankfurt am Main geboren. Sein Großvater war Lothar Hock. Durch den Beruf seines Vaters wuchs Zitelmann in mehreren evangelischen Pfarrhäusern Hessens auf.

### Jugend und Ausbildung
Zitelmann war nach eigenen Angaben als Schüler Maoist und von 1978 bis 1986 als Student der Geschichte und Politikwissenschaften an der Technischen Universität Darmstadt (Erste 1983 und Zweite Staatsprüfung 1987 für das höhere Lehramt) zunächst Marxist.
Bei der Vertiefung in sein Forschungsgebiet, die Grundlagen des Nationalsozialismus, entfernte er sich von der orthodoxen marxistischen Sicht des „deutschen Faschismus“ und befasste sich mit der freudomarxistischen Theorie über die Ursachen des historischen Erfolgs der Nationalsozialisten, die der marxistische Psychoanalytiker Wilhelm Reich 1933 in seinem Buch Massenpsychologie des Faschismus vorgelegt hatte. 1986 erschien seine Dissertation (Dr. phil. mit „summa cum laude“) bei Karl Otmar von Aretin über Hitler. Selbstverständnis eines Revolutionärs, die durch das Evangelische Studienwerk Villigst gefördert wurde.

### Berufliche Tätigkeit
Von 1987 bis 1992 war Zitelmann wissenschaftlicher Assistent bei Jürgen W. Falter an der Freien Universität Berlin.
Anschließend arbeitete er bei verschiedenen konservativen Verlagen. Zunächst wurde er von 1992 bis 1993 Cheflektor der Verlage Ullstein und Propyläen und Mitglied der Geschäftsleitung. Bald darauf ging er zur Tageszeitung Die Welt, wo er die Leitung des Ressorts Geistige Welt übernahm. Später wechselte er in den Bereich Zeitgeschichte, dann in das Ressort Immobilien.
1994 und 1995 initiierte Zitelmann gemeinsam mit Klaus Rainer Röhl, Ulrich Schacht und Heimo Schwilk mehrere umstrittene Appelle: den Berliner Appell (1994) und den Appell 8. Mai 1945 – gegen das Vergessen.
Im Jahr 2000 gründete er die Dr. ZitelmannPB.GmbH, die er 2016 verkaufte. Ab 2011 veröffentlichte er mehrere Bücher über Zielsetzung, Erfolg und Finanzen. In elf Sprachen übersetzt wurde das Buch Setze dir größere Ziele. Zudem veröffentlichte er die Bücher Reich werden und bleiben, Worte des Erfolges und Erfolgsfaktoren im Kraftsport. Er schreibt Kommentare zu Themen aus Wirtschaft, Politik und Finanzen in Medien wie Wall Street Journal, National Interest, Washington Examiner, Daily Telegraph, City AM, Neue Zürcher Zeitung, Welt, Focus, Frankfurter Allgemeine Zeitung, wallstreet:online und The European. Wöchentlich schreibt er Kolumnen auf Le Point und Linkiesta.
2016 wurde Zitelmann bei Wolfgang Lauterbach an der Wirtschafts- und Sozialwissenschaftlichen Fakultät der Universität Potsdam mit der Dissertation Persönlichkeit und Verhaltensmuster der Vermögenselite in Deutschland zum Dr. rer. pol. (magna cum laude) promoviert. Die Studie erschien 2017. Im selben Jahr veröffentlichte er seine Autobiografie Wenn du nicht mehr brennst, starte neu!, in der er die verschiedenen Stationen seines Lebens (Historiker, Journalist, PR-Unternehmer, Investor) sowie seine Wandlung vom Maoisten zum Nationalliberalen darstellt.

## Geschichtswissenschaftliche Veröffentlichungen

### Hitlers Selbstverständnis als Revolutionär
In seiner ersten Dissertation bemühte sich Zitelmann um den Nachweis, dass die Sozialpolitik in der Zeit des Nationalsozialismus (am bekanntesten wohl durch die Massenorganisation Kraft durch Freude) nicht, wie bis dahin gemeinhin angenommen, reine Propaganda zur Ruhigstellung der unterdrückten Arbeiterschaft gewesen sei. Vielmehr sei es Hitler auch um die Verbesserung der Lage der Arbeiterschaft, um die Überwindung des Klassenkampfs, um Chancengleichheit und soziale Mobilität gegangen. In diesem Sinne habe er sich selbst als Sozialrevolutionär verstanden. Die vor allem im Begriff des Revolutionärs implizierte Behauptung, der Nationalsozialismus habe nicht nur durch die von ihm ausgelöste Zerstörung, sondern aktiv und konstruktiv zur Modernisierung der deutschen Gesellschaft beitragen wollen, vertiefte Zitelmann einige Jahre später in dem Sammelband Nationalsozialismus und Modernisierung.
Seine Thesen lösten unterschiedliche Reaktionen aus. Einige positive Besprechungen seiner Arbeit in historischen Fachzeitschriften und in der überregionalen Tagespresse würdigten insbesondere die umfassende und sorgfältige Auswertung zuvor unberücksichtigt gebliebenen Quellenmaterials und die vorurteilsfreie Auseinandersetzung mit dem Thema, die in wesentlichen Aspekten deutlich über den bisherigen Stand der Hitler-Forschung hinausgegangen sei. Kritiker hielten Zitelmann entgegen, dass die Löhne zumeist auf dem extrem niedrigen Niveau der Weltwirtschaftskrise blieben und dass die sozialpolitischen Wohltaten, die es gab, häufig nur symbolischen Charakter hatten und zudem nur für Menschen galten, die als rassisch einwandfrei durchgingen. Der Hitlerbiograph Ian Kershaw verwies zum Beispiel darauf, dass es Hitler im wesentlichen um Rasse und nicht um Klasse, um Eroberung und nicht um wirtschaftliche Modernisierung gegangen sei – statt gesellschaftlicher Modernisierung vermag er bei Hitler also nur reaktionäre Motive wie Imperialismus und Rassismus zu erkennen. Peter Longerich attestierte der Dissertation methodische Schwächen, Behauptungen von Unwahrheiten sowie Fehlinterpretationen: „Neben dem Einwand, daß zuweilen auch Unwahrheiten mit größter Ausdauer behauptet werden, muß an Zitelmanns Methode vor allem kritisiert werden, daß er die Authentizität der in ‚internen‘ Äußerungen Hitlers überlieferten Absichten überschätzt. Bei einer Interpretation Hitlers muß stets berücksichtigt werden, daß der Diktator gerade im Gespräch unter vier Augen ein virtuoser Überredungskünstler, ein Meister des Verstellens und Täuschens war.“

### Historisierung des Nationalsozialismus
Ebenfalls kontroverse Reaktionen rief Zitelmann mit dem von ihm gemeinsam mit Eckhard Jesse und Uwe Backes herausgegebenen Sammelband Schatten der Vergangenheit hervor. Darin bemühten sich die Herausgeber, der von Martin Broszat 1985 erhobenen Forderung nach Historisierung des Nationalsozialismus zu folgen. Sie sahen sich laut Klappentext als Angehörige einer „jüngeren Generation“, die sich anschicke, die „Tabus“, „Legenden“ und „Mythen“ einer „volkspädagogisch“ und von „Bewältigungs-Ritualen“ besetzten Geschichtsschreibung mit ihrer „wissenschaftlichen Historisierung“ zu brechen. Ziel des Unternehmens war, wie die Herausgeber in ihrer Einleitung betonen, die „Versachlichung der Auseinandersetzung mit der NS-Zeit. […] Erst eine betont nüchterne, von moralisierenden Anklängen freie Geschichtsschreibung schafft die Grundlage, um die historische wie politisch-moralische Tragweite der durch den Nationalsozialismus verübten Massenverbrechen zu ermessen.“
Zu dem Band trugen Autoren wie Ernst Nolte, der sich noch einmal zum Historikerstreit äußerte, oder Imanuel Geiss bei, ein Schüler Fritz Fischers. Die Aufsätze behandeln Probleme des Diktaturvergleichs und neuere Forschungen zum Nationalsozialismus (wobei besonders die Beiträge über die Beteiligung der Bevölkerung des Baltikums an der Shoa sowie Werner Wegners Widerlegung des Leuchter-Reports hervorstechen), sind aber teilweise eher polemische Stellungnahmen zu Fragen der Vergangenheitsbewältigung.
Der Neuzeithistoriker Wolfgang Wippermann und der Politologe am Duisburger Institut für Sprach- und Sozialforschung, Alfred Schobert, ordnen den Sammelband der Neuen Rechten zu. Wippermann: „Tatsächlich reden Backes, Jesse und Zitelmann einer Geschichtspolitik das Wort. Sie streben nach einer kulturellen Hegemonie, die nur dann zu erreichen ist, wenn der Nationalsozialismus seiner Funktion als Negativfolie enthoben und ihm progressive und moderne Aspekte bescheinigt werden.“ Wippermann sieht hier die Absicht, aus den „Schatten der Vergangenheit“ heraustreten zu wollen. Dabei stehe nicht die Methode der Historisierung, wie Broszat sie formuliert habe, in der Kritik, sondern die Zielsetzung, der die Ergebnisse dienen sollten. Auch der Historiker Alexander Ruoff betrachtet den Sammelband als Teil einer Diskursstrategie der Neuen Rechten, die eine Änderung des Geschichtsbewusstseins und der politischen Kultur der Bundesrepublik beabsichtige. Ziel sei dabei ein „Richtungswechsel von einer offen revisionistischen und apologetischen Linie zu einer Historisierung und Einordnung des Nationalsozialismus – Termini, mit denen Auschwitz nicht mehr geleugnet, wohl aber der Versuch unternommen wird, die Verantwortung für die deutsche Nation abzuschwächen oder ganz von ihr zu weisen.“ Klaus-Dietmar Henke stellt in seinem Aufsatz Erkenntnis und Interesse fest, der Sammelband sei „der Versuch, die von Martin Broszat geforderte Historisierung der NS-Zeit für eine Normalisierung des Nationalsozialismus zu nutzen.“

### Kritik der Westbindung
In dem 1991 erschienenen Buch Demokraten für Deutschland. Adenauers Gegner – Streiter für Deutschland, das auf einer Artikelserie in der Tageszeitung Die Welt basierte und im Zusammenhang mit einer von Zitelmann geplanten Habilitationsschrift über den Neutralismus entstand, porträtierte Zitelmann Jakob Kaiser, Kurt Schumacher, Gustav W. Heinemann, Thomas Dehler und Paul Sethe. Dabei erhob er den Anspruch, sich verbindlicher Wertungen zu enthalten und stattdessen durch Zitate das Selbstverständnis der Akteure „möglichst authentisch und quellennah zu dokumentieren“, ohne die Realisierungschancen der dargestellten Konzepte einschätzen zu wollen. Wie Michael Schneider anmerkt, verlagert sich das Problem der Wertung damit auf die Auswahl des Themas, der vorgestellten Personen und Zitate. Im Hinblick auf das Erscheinen kurz nach der deutschen Wiedervereinigung kommt Schneider zu dem Schluss, dass die auch in der Einleitung vorgegebene Botschaft der Zitate laute: „Zerknirschungsmentalität behindert die Entwicklung eines gesunden Nationalbewußtseins, das als bestes Bollwerk gegen aggressiven Nationalismus (und nicht als dessen Wegbereiter) gilt.“ Stefan Berger konstatiert, dass Adenauers Kurs der Westintegration von Zitelmann als bewusste Abkehr vom nationalen Prinzip interpretiert werde. Adenauer erscheine damit als verantwortlich für die Vertiefung der Gegensätze zwischen den beiden deutschen Staaten. Der Subtext von Zitelmanns Darstellung sei, so Jan-Werner Müller, dass sich Adenauers Gegner für die deutsche Einheit eingesetzt hätten und durch die Wiedervereinigung bestätigt worden seien, während sich Adenauers blinde Gefolgsleute an den Westen wie an einen Fetisch gebunden hätten.
Michael Schneider weist darauf hin, dass Zitelmann damit auch die Frage der deutschen Westbindung angerissen habe. Gemeinsam mit Karlheinz Weißmann und Michael Großheim gab Zitelmann 1993 den Sammelband Westbindung. Chancen und Risiken für Deutschland heraus, in dem der Primat der deutschen Westbindung in Frage gestellt wurde. Zitelmann selbst verwahrte sich zwar gegen die Zuschreibung, die Autoren hätten sich gegen die Westbindung ausgesprochen, gehöre doch Deutschland inzwischen wirtschaftlich, politisch und kulturell zum Westen, aber politischer Realismus solle auch dazu führen, sich von der „im Kern zutiefst unpolitischen Haltung“ zu distanzieren, „die den Westen und die deutsche Westbindung zum Fetisch erhebt und für sakrosankt erklärt“. Er möchte den Begriff Westbindung differenziert betrachten und geht davon aus, dass zwischen Neutralitätsbestrebungen einerseits und Westorientierung andererseits kein unüberbrückbarer Antagonismus bestehe. Es gelte, sich Gedanken über die Alternative „Primat der Nation oder Primat der Westintegration“ zu machen.

## Weitere wissenschaftliche Veröffentlichungen

### Reichtumsforschung
In mehreren Veröffentlichungen befasste sich Zitelmann mit der Reichtumsforschung. In der Dissertation Psychologie der Superreichen (englisch: The Rich in Public Opinion) kommt er zu dem Ergebnis, dass es eine enge Beziehung zwischen Persönlichkeitsmerkmalen und finanziellem Erfolg von sehr reichen Menschen gebe. In der Arbeit Die Gesellschaft und ihre Reichen wandte Zitelmann Methoden und Fragestellungen der Vorurteilsforschung auf die Gruppe reicher Menschen an, wozu er auch mehrere wissenschaftliche Aufsätze veröffentlichte.
Basierend auf Umfragen der Institute Allensbach und Ipsos MORI zur Einstellung gegenüber den Reichen in den USA, Großbritannien, Deutschland, Frankreich, Italien, Spanien und Schweden entwickelte Zitelmann einen „Social Envy Coefficient“, der einen Sozialneid in dem jeweiligen Land abbilden soll. Ergänzt wird dieser durch den „Personality Trait Coefficient“, der angibt, ob die Befragten den Reichen positive oder negative Persönlichkeitsmerkmale zuschreiben. Aus der Kombination dieser beiden Koeffizienten berechnete er einen „Rich Sentiment Index“.

### Umfrage zum Image von Marktwirtschaft und Kapitalismus
Zitelmann beauftragte eine internationale Umfrage zum Image von Marktwirtschaft und Kapitalismus in 34 Ländern, die in Economic Affairs veröffentlicht wurde.

## Antifeministische Haltung
1993 rezipierte Die Zeit eine Aussage Zitelmanns, wonach Marxismus und Faschismus „im Moment“ keine Gefahr mehr darstellten, sondern die Gefahr stattdessen vom Feminismus ausgehe: „Ich glaube, daß im radikalen Feminismus, der auch einen ‚neuen Menschen‘ will und einen radikalen Egalitarismus predigt, eine erhebliche Gefahr steckt.“ Kornelia Hauser sah in der Zeitschrift Aus Politik und Zeitgeschichte in Zitelmann 1996 einen „Vordenker der intellektuellen Rechten“ und nannte seine Thesen als Beispiel für Deutungskämpfe gegen den Feminismus. Die Tageszeitung führte Zitelmann 1999 als einen der Autoren auf, die gegen Feminismus und die Frauenbewegung mobilisieren und dabei die Biologie als vermeintliche Begründung für ein geschlechtsspezifisches Rollenverhalten anführen. Die NZZ schrieb 2018 über ihn: „Mit Feminismus und Political Correctness kann er ebenso wenig anfangen wie die heutige neue Rechte.“

## Engagement in der FDP
Rainer Zitelmann, Heiner Kappel und Alexander von Stahl versuchten mit ihrem Nationalliberalismus in der FDP an Einfluss zu gewinnen. Zitelmann wurde von der FDP-Bundestagsfraktion und vom Haus der Geschichte in Bonn am 8. Dezember 1997 als Referent zu einem wissenschaftlichen Symposium aus Anlass des 100. Geburtstags von Thomas Dehler eingeladen. Sein Beitrag wurde in dem Tagungsband Thomas Dehler und seine Politik veröffentlicht, der 1998 im Nicolai Verlag erschien. Zitelmann referierte über Thomas Dehler und Konrad Adenauer. Weitere Referenten waren Hildegard Hamm-Brücher, Wolfgang Mischnick, Hans-Dietrich Genscher und Wolfgang Gerhardt sowie Hermann Otto Solms, deren Beiträge ebenfalls in dem Band veröffentlicht wurden. Im September 1991 referierte Zitelmann bei einem Wochenendseminar über den Geschichtsrevisionismus, an dem auch der Holocaustleugner Arthur Vogt teilnahm.
Seit Ende der 1990er Jahre war Zitelmann für die FDP nur noch mit Bezug auf Immobilien-Themen aktiv. So moderierte er im Juli 2006 den REIT-Kongress der FDP, zu dem Hermann Otto Solms eingeladen hatte. 2014 gründete er zusammen mit dem ehemaligen wohnungspolitischen Sprecher der FDP-Bundestagsfraktion, Sebastian Körber, sowie mit dem Vizepräsidenten des Immobilienverbandes Deutschland IVD, Jürgen Michael Schick, die FDP-nahe Liberale Immobilienrunde e. V. Hermann Otto Solms schrieb auch das Vorwort zu Zitelmanns 2017 erschienener Autobiografie.

## Schriften (Auswahl)
- Hitler. Selbstverständnis eines Revolutionärs. Berg, Hamburg 1987; 2. überarb. u. erg. Auflage, Klett-Cotta, Stuttgart 1989, ISBN 3-608-91578-8.
  - Erweiterte Neuauflage: Hitler. Selbstverständnis eines Revolutionärs. Lau Verlag, Reinbek 2017, ISBN 978-3-95768-189-8.
  - Englische Ausgabe: Hitler's National Socialism. Management Books 2000, Oxford 2022, ISBN 978-1-85252-790-7. Mit einem hinzugefügten Vorwort über die neuere Geschichtsschreibung zu Hitler und dem Nationalsozialismus (1996–2020).
- Der Nationalsozialismus. In: Pipers Handbuch der politischen Ideen. Hrsg. von Iring Fetscher und Herfried Münkler, Piper, München 1987, Band 5, ISBN 3-492-02955-8, S. 327–332.
- Adolf Hitler. Eine politische Biographie. Musterschmidt, Göttingen 1989, ISBN 3-7881-0135-0.
- (Hrsg., mit Uwe Backes und Eckhard Jesse): Die Schatten der Vergangenheit. Impulse zur Historisierung des Nationalsozialismus. Ullstein, Frankfurt/M. 1990, ISBN 3-549-07407-7.
- Adenauers Gegner. Streiter für die Einheit. Straube, Erlangen 1991, ISBN 3-927491-35-7.
- (Hrsg., mit Michael Prinz): Nationalsozialismus und Modernisierung. Wissenschaftliche Buchgesellschaft, Darmstadt 1991, ISBN 3-534-10886-8.
- (Hrsg., mit Karlheinz Weißmann und Michael Großheim): Westbindung. Chancen und Risiken für Deutschland. Propyläen Verlag, Berlin 1993, ISBN 3-549-05225-1.
- Wohin treibt unsere Republik? Ullstein, Frankfurt/M. 1994, ISBN 3-548-36641-4. (Neuauflage, Books on Demand, Norderstedt 2020, ISBN 3-7526-9196-4).
- (Hrsg., mit Klemens von Klemperer und Enrico Syring): „Für Deutschland“. Die Männer des 20. Juli 1944. Ullstein, Frankfurt/M. 1996, ISBN 3-548-33207-2.
- (Hrsg., mit Ronald Smelser, Enrico Syring): Die braune Elite. 22 biographische Skizzen. 2 Bände (= WB-Forum, Band 37). Wissenschaftliche Buchgesellschaft, Darmstadt 1999, ISBN 3-534-14460-0.
- Reich werden mit Immobilien. Direktinvestment, Immobilienfonds, Immobilienaktien. Haufe-Verlag, Planegg 2002, ISBN 3-448-05123-3.
- Vermögen bilden mit Immobilien. Sicher anlegen und Steuern sparen mit Eigentumswohnungen, Mietshäusern, Immobilienfonds. Haufe-Verlag, Planegg 2004, ISBN 3-448-06356-8.
- Die Macht der Positionierung. Kommunikation für Kapitalanlagen. Immobilien Informationsverlag, Köln 2005, ISBN 3-89984-137-9.
- Setze dir größere Ziele! Die Erfolgsgeheimnisse der Sieger. Berlin 2011, ISBN 978-3-942821-00-1.
  - Englische Ausgabe: Dare to Be Different and Grow Rich. Secrets of Self-Made People. Indus Source Books, Mumbai 2012, ISBN 978-81-88569-37-3.
  - Erweiterte Neuauflage: Setze dir größere Ziele! Die Geheimnisse erfolgreicher Persönlichkeiten, Redline Verlag, München 2014, ISBN 978-3-86881-560-3.
- (Hrsg.): Investieren in Sachwerte. Berlin 2011, ISBN 978-3-942821-08-7.
- Kommunikation ist Chefsache. Berlin 2012, ISBN 978-3-942821-12-4.
- Worte des Erfolges. Berlin 2012, ISBN 978-3-942821-09-4.
  - Erweiterte Neuauflage: Die Kunst des erfolgreichen Lebens. Weisheiten aus zwei Jahrtausenden von Konfuzius bis Steve Jobs. FinanzBuch Verlag, München 2019, ISBN 978-3-95972-244-5.
- Erfolgsfaktoren im Kraftsport. Mehr Muskeln mit Kompakttraining, Intensitätstechniken & mentaler Programmierung. Novagenics Verlag, Arnsberg 2014, ISBN 978-3-929002-52-2.
- Reich werden und bleiben. Ihr Wegweiser zur finanziellen Freiheit. FinanzBuch Verlag, München 2015, ISBN 978-3-89879-920-1.
- Psychologie der Superreichen. Das verborgene Wissen der Vermögenselite. FinanzBuch Verlag, München 2017, ISBN 978-3-95972-011-3.
  - Englische Ausgabe: The Wealth Elite. A groundbreaking study of the psychology of the super rich. Lid Publishing, London und New York 2018, ISBN 978-1-911498-68-1.
- Wenn Du nicht mehr brennst, starte neu! Mein Leben als Historiker, Journalist und Investor. FinanzBuch Verlag, München 2017, ISBN 978-3-95972-031-1.
- Kapitalismus ist nicht das Problem, sondern die Lösung. Eine Zeitreise durch fünf Kontinente. FinanzBuch Verlag, München 2018, ISBN 978-3-95972-088-5.
  - Englische Ausgabe: The Power of Capitalism. A Journey Through Recent History Across Five Continents, Lid Publishing, London and New York 2018, ISBN 978-1-912555-00-0.
- Die Gesellschaft und ihre Reichen. Vorurteile über eine beneidete Minderheit. FinanzBuch Verlag, München 2019, ISBN 978-3-95972-163-9.
  - Englische Ausgabe: The Rich in Public Opinion. What We Think When We Think about Wealth. Cato Institute, Washington 2020, ISBN 978-1-948647-67-0.
- Die Kunst, berühmt zu werden. Genies der Selbstvermarktung von Albert Einstein bis Kim Kardashian. FinanzBuch Verlag, München 2020, ISBN 978-3-95972-350-3.
  - Englische Ausgabe: How People Become Famous. Geniuses of Self-Marketing from Albert Einstein to Kim Kardashian. Management Books 2000. Gloucestershire 2021, ISBN 978-1-85252-789-1.
- Ich will. FinanzBuch Verlag, München 2021, ISBN 978-3-95972-469-2.
- Die 10 Irrtümer der Antikapitalisten, FinanzBuch Verlag, München 2022, ISBN 978-3-95972-546-0.
- Der Aufstieg des Drachen und des weißen Adlers, FinanzBuch Verlag, München 2023, ISBN 978-3-95972-710-5.
- El Odio a Los Ricos, El Mercurio, Santiago 2023, ISBN 978-956-626-005-9.
- Weltreise eines Kapitalisten, FinanzBuch Verlag, München 2024, ISBN 978-3-95972-783-9.
- Warum Entwicklungshilfe nichts bringt und wie Länder wirklich Armut besiegen, FinanzBuch Verlag, München 2025, ISBN 978-3-98609-608-3.
- 2075 Wenn Schönheit zum Verbrechen wird, Langen-Müller, Stuttgart 2025, ISBN 978-3-7844-3748-4.

## Filme von und mit Rainer Zitelmann
- Vietnam – Markt statt Armut[33]